# 欧布罗梅斯
欧布罗梅斯（法語：Aubrometz）是法国北部-加来海峡大区加来海峡省的一个市镇，属于阿拉斯区欧克西堡县。该市镇2009年时的人口为152人。

## 人口
欧布罗梅斯人口变化图示
| 数据来源：INSEE |